# Campionato asiatico e oceaniano maschile di pallavolo 2007
Il XIV campionato asiatico e oceaniano maschile di pallavolo si è svolto dal 31 al 9 settembre 2007 a Giacarta, in Indonesia. Al torneo hanno partecipato 17 squadre nazionali asiatiche ed oceaniane e la vittoria finale è andata per la prima volta all'Australia.

## Sedi delle partite
I due impianti che hanno ospitato le partite sono:
|                                                               |                                                                      |
|                                                               |                                                                      |
| Istora Stadium Città: Giacarta Capienza: ? Anno d'apertura: ? | Tennis Indoor Stadium Città: Giacarta Capienza: ? Anno d'apertura: ? |

## Gironi
Le nazionali di Indonesia (paese organizzatore), Giappone, Cina e Corea del Sud, ossia le prime tre classificate al campionato asiatico e oceaniano 2005, accedono direttamente alla seconda fase. Dopo la prima fase a gironi, Indonesia, Cina e le prime classificate del girone A e C hanno acceduto al gruppo E, mentre Giappone, Corea del Sud e le prime classificate del girone B e D hanno acceduto al girone F; analogamente la seconda e terza classificata del girone A e C hanno acceduto al girone G, conservando il risultato dello scontro diretto, mentre la seconda e la terza classificata del girone e le ultime tre classificate del girone D hanno acceduto al girone F, conservando il risultato dello scontro diretto. Al termine della seconda fase, le squadre del girone E e F hanno acceduto al girone per il primo posto, conservando i risultati degli scontri diretti; analogamente le prime due classificate dei gironi G e H hanno acceduto al girone per il nono posto, conservando il risultato dello scontro diretto, mentre le ultime due classificate dei gironi G e H hanno acceduto al girone per il tredicesimo posto, conservando il risultato dello scontro diretto; la quinta classificata del girone H si è classificata al diciassettesimo posto.
| Girone A                    | Girone B              | Girone C                            | Girone D                          |
| --------------------------- | --------------------- | ----------------------------------- | --------------------------------- |
| Maldive Qatar Taipei cinese | Iran Pakistan Vietnam | Arabia Saudita Sri Lanka Thailandia | Australia India Kazakistan Kuwait |

## Classifica finale
| Classifica | Squadre        | Qualificazione       |
| ---------- | -------------- | -------------------- |
|            | Australia      | Coppa del Mondo 2007 |
|            | Giappone       |                      |
|            | Corea del Sud  | Coppa del Mondo 2007 |
| 4          | Cina           |                      |
| 5          | Iran           |                      |
| 6          | Thailandia     |                      |
| 7          | Indonesia      |                      |
| 8          | Taipei cinese  |                      |
| 9          | India          |                      |
| 10         | Kazakistan     |                      |
| 11         | Qatar          |                      |
| 12         | Arabia Saudita |                      |
| 13         | Pakistan       |                      |
| 14         | Sri Lanka      |                      |
| 15         | Vietnam        |                      |
| 16         | Maldive        |                      |
| 17         | Kuwait         |                      |